# Încurcături sentimentale
Încurcături sentimentale (titlu original: Mixed Nuts) este un film de Crăciun american din 1994 regizat de Nora Ephron pe baza unui film de comedie  franțuzesc din 1982, Le Père Noël est une ordure. Rolurile principale au fost interpretate de actorii Steve Martin, Madeline Kahn, Rita Wilson, Anthony LaPaglia, Garry Shandling, Juliette Lewis și Adam Sandler.

## Distribuție
- Steve Martin - Philip
- Madeline Kahn - doamna Blanche Munchnik
- Robert Klein - domnul Lobel
- Anthony LaPaglia - Felix
- Juliette Lewis - Gracie
- Rob Reiner - Dr. Kinsky
- Adam Sandler - Louie Capshaw
- Liev Schreiber - Chris
- Garry Shandling - Stanley
- Rita Wilson - Catherine O'Shaughnessy
- Parker Posey și Jon Stewart - Rollerbladers
- Joely Fisher - Susan
- Christine Cavanaugh și Henry Brown - ofițeri de poliție
- Brian Markinson - Policeman / Voice of obscene caller
- Steven Wright - Man at pay phone
- Caroline Aaron și Mary Gross - Hotline callers
- Victor Garber - Voice of irate neighbor
- Haley Joel Osment - Băiețel
- Michael Badalucco - șofer AAA
- Sidney Armus și Diane Sokolow - părinții lui Chris
- Kurt Lockwood - Omul de zăpadă cu role (necreditat)

## Coloană sonoră
1. "Mixed Nuts" – Dr. John (02:29)
2. "I'll Be Home for Christmas" – Fats Domino (04:08)
3. "Santa Baby" – Eartha Kitt (03:26)
4. "Jingle Bells" – Eastern Bloc (02:25)
5. "Blue Christmas" – Leon Redbone (02:24)
6. "What Are You Doing New Year's Eve?" – The O'Jays (05:14)
7. "Mixed Notes" – George Fenton (03:48)
8. "Grape Jelly" – Adam Sandler (01:25)
9. "Christmas Melody" – George Fenton (02:54)
10. "The Night Before Christmas" – Carly Simon (03:39)
11. "Silent Night" – Baby Washington (03:23)
12. "White Christmas" – The Drifters (02:41)[6]

## Vezi și
- 1994 în film
- Listă de filme de comedie din anii 1990